# هور السودة
هورالسودة وهو أحد الاهوار في العراق يقع في ناحية المشرح في ميسان وله مدخلان بريان هما طريق ناحية المشرح - هور السودة واخر الكحلاء - المعيل - المشرح - هور السودة ويعتبر من الاهوار التي تعرضت إلى عمليات التجفيف في زمن الرئيس السابق للعراق صدام حسين ثم عادت إليها المياه بصورة طبيعية بعدها لتغمر مساحة كبيرة منه الانه لا زالت هنالك اراضي مجففة استغل منها للزراعة وكذلك سكنتها عدة تجمعات سكنية يتم تغذية هذا الهور وانعاشة بالمياة من خلال منافذ داخلية هي نهر المشرح ومنافذ خارجية هي الطيب والدويريج والكرخه ونيسان والخفاجية كما ان المياة التي تغذية تكون في حالات متفاوتة لسد نقص مياهه وهو يعتبر أيضا من ضمن الحدود المشتركة بين ٳيران والعراق